# Зданчюс, Ричардас
Ричардас Зданчюс (лит. Ričardas Zdančius; 17 января 1967, Гаргждай, Клайпедский уезд) — советский и литовский футболист, нападающий и полузащитник, тренер. Выступал за сборную Литвы.

## Биография
Воспитанник ДЮСШ своего родного города, тренер — М. Терентьев. Взрослую карьеру начал в 1985 году в «Экранасе» (Паневежис), выступавшем в первенстве Литовской ССР среди КФК, и стал чемпионом республики в том сезоне. В том же году перешёл в ведущий клуб республики — «Жальгирис», но в первые несколько лет играл только за дубль. Дебютный матч за основной состав клуба сыграл в Кубке Федерации 29 августа 1987 года против минского «Динамо», а в высшей лиге дебютировал 13 июля 1988 года в игре с московским «Спартаком», появившись на поле на последней минуте. Всего в 1988—1989 годах сыграл 7 матчей в высшей лиге СССР.
После выхода литовских команд из чемпионата СССР некоторое время выступал за «Жальгирис» в чемпионате Прибалтики, провёл 5 матчей, а его клуб стал победителем турнира. В ходе сезона 1990 года перешёл в клуб «Одиши» (Зугдиди), игравший в чемпионате Грузии, также отделившемся от советского чемпионата. Некоторое время в 1991 году играл в США за команду литовской диаспоры из Чикаго. Несколько сезонов в первой половине 1990-х годов провёл в составе «Жальгириса» в чемпионате Литвы, становился чемпионом (1991, 1991/92) и серебряным призёром (1992/93, 1993/94).
В сезоне 1994/95 выступал за таллинскую «Флору», с которой стал чемпионом Эстонии и занял второе место в споре бомбардиров чемпионата с 12 голами. В следующем сезоне играл за швейцарский «Виль», а в сезоне 1996/97 ненадолго возвращался во «Флору», ставшую в том сезоне серебряным призёром.
С 1997 года в течение нескольких лет играл за клубы низших дивизионов Германии — «Конкордия-1945», «Шпортфройнде Зиген», «Линген-Эмс-1910», «Гёттинген-05».
В 2001—2002 годах выступал за клуб «Ветра» (Рудишкес) в высшей и первой лигах Литвы, после чего завершил профессиональную карьеру. В дальнейшем играл за любительскую команду «Прелегентай» (Вильнюс) и несколько лет тренировал её.
Выступал за юношескую сборную Литовской ССР, участник футбольного турнира всесоюзной Спартакиады. В национальной сборной Литвы дебютировал 25 марта 1992 года в товарищеском матче против сборной Польши, отыграв первый тайм. Первые голы забил 30 марта 1993 года в игре против Словакии (2:2), дважды реализовав пенальти. Всего в составе сборной в 1992—1996 годах сыграл 23 матча и забил 4 гола. Победитель Кубка Балтии 1992 и 1996 годов.
Много лет работает в Федерации футбола Литвы, в том числе на должности секретаря дисциплинарного комитета.